# Vĩnh Điện
Vĩnh Điện là phường trung tâm của thị xã Điện Bàn, tỉnh Quảng Nam, Việt Nam.

## Địa lý
Phường Vĩnh Điện nằm ở trung tâm thị xã Điện Bàn, có vị trí địa lý:
- Phía đông và phía nam giáp phường Điện Minh
- Phía tây giáp phường Điện An
- Phía bắc giáp phường Điện An và phường Điện Minh.

Phường Vĩnh Điện có diện tích 2,05 km², dân số năm 2019 là 9.022 người, mật độ dân số đạt 4.401 người/km².

## Lịch sử
Trước đây, Vĩnh Điện là thị trấn huyện lỵ huyện Điện Bàn, được thành lập vào ngày 23 tháng 9 năm 1981 trên cơ sở tách một phần diện tích và dân số của xã Điện Minh.
Ngày 11 tháng 3 năm 2015, Ủy ban Thường vụ Quốc hội ban hành Nghị quyết 889/NQ-UBTVQH13. Theo đó, chuyển huyện Điện Bàn thành thị xã Điện Bàn và thành lập phường Vĩnh Điện trên cơ sở toàn bộ 205,35 ha diện tích tự nhiên, 8.244 người của thị trấn Vĩnh Điện.

## Hành chính
Phường Vĩnh Điện được chia thành 5 khối phố: 1, 2, 3, 4, 5.